# Evelina Nikolova
Evelina Nikolova (født 18. januar 1993) er en bulgarsk bryder, der konkurrerer i fristil.
Hun repræsenterede Bulgarien ved sommer-OL 2020 i Tokyo, hvor hun tog bronze i 57 kg.